# Nadine (1987)
Nadine is een Amerikaanse filmkomedie uit 1987 onder regie van Robert Benton.

## Verhaal
Nadine Hightower werkt in een schoonheidssalon in Austin. Ze wil enkele pikante portretfoto's terug van een fotograaf. In plaats daarvan krijgt ze plannen voor de ontwikkeling van een snelweg in handen. Op die manier komt ze in aanvaring met een plaatselijke landeigenaar.

## Rolverdeling
| Acteur            | Personage        |
| ----------------- | ---------------- |
| Jeff Bridges      | Vernon Hightower |
| Kim Basinger      | Nadine Hightower |
| Rip Torn          | Buford Pope      |
| Gwen Verdon       | Vera             |
| Glenne Headly     | Renée Lomax      |
| Jerry Stiller     | Raymond Escobar  |
| Jay Patterson     | Dwight Estes     |
| William Youmans   | Boyd             |
| Gary Grubbs       | Cecil            |
| Mickey Jones      | Floyd            |
| Blue Deckert      | Mountain         |
| Harlan Jordan     | Sheriff Rusk     |
| Norman Bennett    | Predikant        |
| James N. Harrell  | Diaken           |
| John William Galt | Agent Lloyd      |